# Karriss Artingstall
Karriss Artingstall (ur. 23 listopada 1994 r.) – angielska bokserka, brązowa medalistka mistrzostw świata i igrzysk olimpijskich, wicemistrzyni Europy.

## Kariera
W sierpniu 2019 roku zdobyła srebrny medal mistrzostw Europy w Alcobendas w kategorii do 57 kg. W finale przegrała z Włoszką Irmą Testą. W październiku tego samego roku zdobyła brązowy medal podczas mistrzostw świata w Ułan Ude, przegrywając z półfinale z Filipinką Nesthy Petecio.